# Фигельский, Владислав Дамианович
Владислав Дамианович Фигельский (1889—1919) — участник борьбы за Советскую власть в Средней Азии, один из 14 туркестанских комиссаров.

## Биография
Родом поляк. Родился в 1889 г. в Плоцке в семье служащего. За участие в революционном движении в 1905 исключен из гимназии. В 1909 уехал в Париж, где окончил математический факультет Сорбоннского университета (1913); посещал публичные доклады, диспуты, на которых выступал В. И. Ленин. 1915 мобилизован в армию, вёл революционную пропаганду среди солдат, демобилизован по причине слабого зрения. С 1916 г. работал преподавателем математики в самаркандской гимназии. В 1917 г. участвовал в инициативной группе учителей интернационалистов, затем был избран комиссаром народного просвещения Самаркандского уезда. Вступил в РКП(б) в 1917 г.
С ноября (декабря) 1917 член Самаркандского совета, комиссар народного образования уезда.
28 ноября (11 декабря) 1917 избран членом Самаркандского совета рабочих, солдатских и мусульманских депутатов, а 25 июня 1918 — председателем Самаркандского совета.
В 1918 г. избирается председателем совета рабочих, крестьянских и солдатских депутатов Самаркандской области. В этой должности он вел борьбу с бандитизмом и скоро выдвинулся в первые ряды революционных деятелей края. В октябре 1918 г. его избирают на краевой съезд Советов. В ноябре 1918 на сессии Туркестанского ЦИК 6-го созыва избран председателем СНК Туркестанской республики, с ноября 1918 член Верховной военной коллегии по обороне Туркестанской республики.
В январе 1919 г. в числе 14 туркестанских комиссаров был расстрелян в Ташкенте во время мятежа, руководимого бывшим комиссаром по военным делам К. Осиповым.